# Партизанский отряд «Смерть фашизму»
Партизанский отряд «Смерть фашизму» (болг. Партизански отряд „Смърт на фашизма“) — подразделение Народно-освободительной повстанческой армии Болгарии, находившееся в ведении 6-й Ямболской повстанческой оперативной зоны. Отряд действовал в районе Сливена и Ямбола.

## История
Первые партизаны в районе Сливена и Ямбола появились в июле 1941 года: группой из 11 бойцов командовал Сыби Димитров, комиссаром был Иван Грудев. В конце 1941 года в ходе полицейской операции погибли пятеро партизан.
Летом 1942 года была сформирована ещё одна партизанская дружина, которая получила имя погибшего Сыби Димитрова. Командиром дружины стал Петр Георгиев. Вместе с партизанской ротой имени Георгия Георгиева (будущая основа отряда имени Хаджи Димитра) в ноябре она вела бой против полицейских подразделений. Партизаны обеих групп сумели прорвать кольцо окружения в районе Бинкос-Сливен и уйти от полиции.
В 1943 году дружина имени Сыби Димитрова была преобразована в отряд, командиром которого стал Панайот Стефанов, а комиссаром — Георгий Калчев. Отряд вёл бой против подразделений армии и жандармерии на вершине Градец. Он действовал в восточной части Стара-Планины — к северо-востоку от Сливена и Ямбола и к северо-западу от Карнобата и Котела.
В мае 1944 года отряд получил новое название — «Смерть фашизму». Командиром отряда стал Велислав Драмов, комиссаром — Васил Зикулов. Отряд провёл акцию в селе Александрово и взял шахту «Чумерна».
18 июня 1944 года отряд атаковал блокпост в районе Абланово и захватил склад с оружием и боеприпасами. 15 июля он вёл бой при селе Мокрен в районе Божурдере, погибли двое партизан. 3 августа отряд заблокировал село Чубра в районе Карнобата, раздал местным людям еду со склада и забрал печатную машинку, чтобы напечатать воззвания в поддержку партизан. 5 августа отряд в течение трёх часов вёл бой против полицейских у села Везенково, сумев выйти из окружения, но потерял командира Велислава Драмова.
29 августа отряд «Смерть фашизму» вошёл в Грозден и захватил склад с оружием, а на следующий день принял бой против правительственных войск в Седларево. 1 сентября партизане атаковали село Ябланово и сожгли архивы с документами полиции и налоговой службы.
9 сентября 1944 года отряд участвовал в установлении власти Отечественного фронта в Ямболе и окрестностях.